# Словацька національна рада
Словацька національна рада (слов. Slovenská národná rada, скорочено — СНР) — законодавчий орган Словацької Соціалістичної Республіки, згодом Словацької Республіки у складі ЧСФР, що функціонував з грудня 1943 р. по 31 грудня 1992 р. На території республіки це був вищий орган державної влади. 1 січня 1993 року разом із незалежністю Словаччини відповідно до пункту 1 статті 154 Конституції Словаччини, СНР була перетворена на Національну раду Словацької Республіки.

## Історія

### Друга Світова війна
Словацька національна рада була однією з багатьох словацьких груп руху опору під час Другої світової війни, вона була утворена об'єднанням комуністичної та некомуністичної течій в русі опорі. Створення СНР було викликане невдоволенням частини словацької громадськості під час війни. Рада виникла одночасно з іншими словацькими організаціями та групами опору. Як і інші учасники опору, деякі члени СНР також ідеологічно об'єдналися навколо президента республіки Едварда Бенеша. Порівняно з іншими словацькими організаціями, вплив СНР був зосереджений лише на Словаччині, на відміну від іншого важливого словацького руху опору, так зв. Захисту Нації, котрий об'єднав чеських та словацьких партизанів. У Чехословаччині СНР пропагувала чесько-словацькі відносини як стосунки рівних із рівними, визнаючи проживання чехів та словаків в одній державі поруч.
Виникнення СНР датується 1943 роком. Наприкінці цього року різні організації руху опору уклали угоду, в якій зобов'язались співпрацювати у рамках так зв. Різдвяної угоди. Вона ставала організацією руху опору, її члени також погодились щодо майбутньої форми державного ладу Чехословаччини. Під час Словацького національного повстання значення СНР зросло, оскільки вона стало владною силою в регіонах Словаччини, контрольованих учасниками повстання. Під час повстання 1 вересня 1944 р. СНР взяла владу в свої руки як представник офіційної виконавчої та законодавчої влади в Словаччині, і, незважаючи на певні розбіжності між її керівництвом в управлінні державою, вона функціонувала як повноцінний уряд. Координація заходів СНР відбувалася разом з президентом республіки, хоча не всі члени підтримували Едварда Бенеша як голову держави. Після придушення Словацького національного повстання функція Словацької національної ради була зменшена.

### Третя Чехословацька республіка

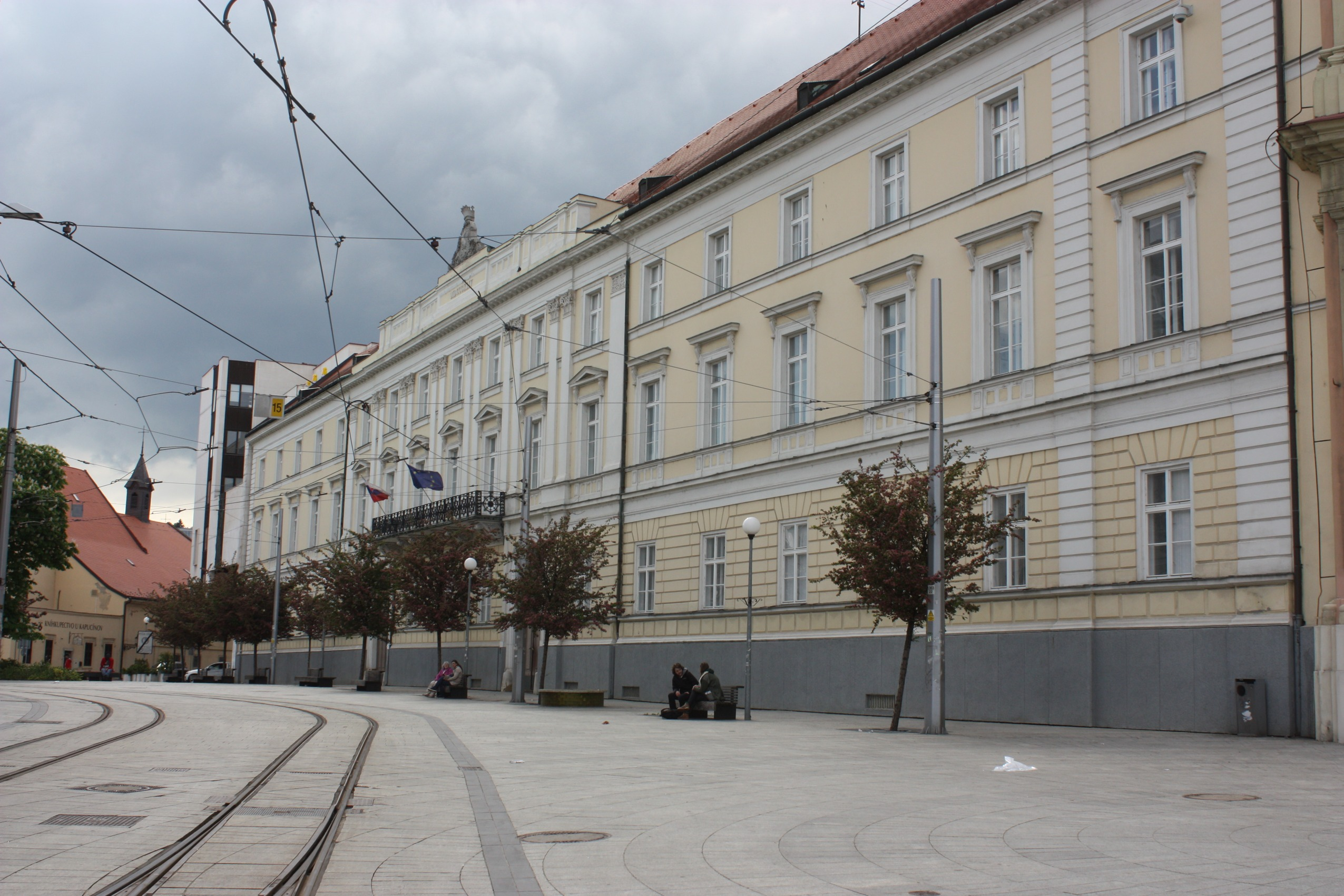
Жупний будинок в Братиславі, місце засідань СНР

У повоєнний період СНР стала словацьким урядовим органом, що включав як виконавчу, так і законодавчу владу. Її головою став Кароль Шмідке. До виборів у травні 1946 р. Комуністична партія Словаччини та Демократична партія ділили владу в СНР відповідно до кооптацій. Пізніше у 1946 р. місця у СНР було визначено за результатами парламентських виборів 1946 р . Найважливішою особою в СНР був Густав Гусак, голова внутрішніх справ Корпусу уповноважених. Корпус уповноважених в цілому був підпорядкований чехословацькому уряду. Також до компетенції цього органу входило визначення майбутнього напрямку розвитку країни, що було включено до договорів, котрі носять назву Празьких угод. Останній з них, Третя празька угода, укладена 28 червня 1946 р., затвердила значне скорочення повноважень СНР. Справжньою причиною підписання цього документу було зменшення впливу Демократичної партії, яка на виборах значно випередила Комуністичну партію Словаччини. Ця угода, серед іншого, давала право загальнодержавному уряду на безпосереднє здійснення влади в Словаччині.

### СНР у 1948—1960 рр.
Словацька національна рада як орган державної влади отримала конституційний статус лише в Конституції 1948 року, до цього часу вона існувала як військовий орган, створений Словацьким національним повстанням. Нова конституція узаконила всі нормативні акти Словацької національної ради, надала їм статус закону та офіційно надала СНР повноваження законодавчої влади. Конституція також узаконила виконавчу владу, залишену в руках Корпусу уповноважених. Структура Чехословацької держави була асиметричною з меншим впливом словацьких органів влади.

### СНР у 1960—1968 рр.
Після прийняття Конституції 1960 р. повноваження Словацької національної ради знову були зменшені. Вони звузилися до незначних, СНР могла приймати закони, що стосуються культурного та економічного розвитку Словаччини. Конституція 1960 р. також передбачала скасування Корпусу уповноважених. Його повноваження переходили до СНР. Таким чином, СНР також стало представником виконавчої влади в Словаччині.

### Конституційний закон про чехословацьку федерацію
У 1968 р. в Чехословаччині мали відбутися вибори, в тому числі й до Словацької національної ради. Однак через політичні зміни, спричинені Празькою весною, вибори переносились кілька разів (термін повноважень тогочасної СНР, визначений виборами 1964 р., було продовжено). Після прийняття Конституційного закону про чехословацьку федерацію 27 жовтня 1968 р. СНР стала законодавчим органом з чеським еквівалентом, який отримав назву Чеська національна рада. Подальші вибори до СНР відбулися в 1971, 1976, 1981, 1986 і востаннє у червні 1990 року. Після Оксамитової революції СНР діяла ще три роки, до її розпуску в 1993 році.
Готуючись до поділу республіки, 1 жовтня 1992 року, відповідно до Конституції Словацької Республіки, Словацька національна рада була перейменована в орган під назвою Національна рада Словацької Республіки. Остання на даний час функціонує як орган законодавчої влади Словаччини (парламент), вибори до якого відбуваються кожні чотири роки. Еквівалентом цієї інституції в Чехії є Палата депутатів парламенту Чеської Республіки.

## Голови СНР
- Вавро Шробар та Кароль Шмідке (вересень 1944 — жовтень 1944)
- Йозеф Леттріх та Кароль Шмідке (квітень 1945 — вересень 1945)
- Йозеф Леттріх (вересень 1945 — лютий 1948)
- Кароль Шмідке (лютий 1948 — липень 1950)
- Франтішек Кубач (липень 1950 — червень 1958)
- Чудовит Бенада (червень 1958 — липень 1960)
- Рудольф Стречай (липень 1960 — липень 1962)
- Йозеф Ленарт (жовтень 1962 — вересень 1963)
- Міхал Чудік (вересень 1963 — березень 1968)
- Ондрей Клокоч (березень 1968 — березень 1975)
- Вільям Шалгович (липень 1975 — листопад 1989)
- Рудольф Шустер (листопад 1989 — червень 1990)
- Франтішек Міклошко (червень 1990 — червень 1992)
- Іван Гашпарович (червень 1992 — жовтень 1992)[8]